# Meraklina
Meraklina (грч. Μερακλίνα, прев. страсна жена) грчка је песма са критским традиционалним музичким елементима, која је први пут објављена 2021. године.
Meraklina је жена која је пуна живота, енергије и емоција, жена са душом. Текст пише Манолис Ксилоурис. Песма обрађивана много пута, једну од познатих обрада урадила је Марина Сати, док оригиналну верзију изводе Никос и Адонис Ксилоруис.